# Clase Damen Stan 4207
Los Damen Stan Patrol 4207 son una serie de patrulleros diseñados por Damen Group, una firma de astilleros de los Países Bajos.

## México
Los buques patrulla de la Clase Tenochtitlan son los utilizados por la Armada de México. Fueron diseñados por la empresa holandesa Damen Shipyards Group y construidos en los astilleros de la Armada de México.
Son buques utilizados principalmente para el patrullaje y vigilancia del mar territorial.
Las unidades originales están siendo nombradas en honor a las principales ciudades prehispánicas de Mesoamérica de las diferentes culturas asentadas en México.

## Usuarios
Nicaragua
| País                          |  | año  | Cantidad | Tipo | Notas |
| ----------------------------- |  | ---- | -------- | ---- | --- |
| Países Bajos                  |  | 2001 | 2        | 4207 | En 2001 los Países Bajos, pidieron dos buques para servir en el servicio de aduanas. El Visarend fue asignado en 2001 y el Zeearend en 2002. Son operados por la guardia costera                                                  |
| Reino Unido                   |  | 2001 | 4        | 4207 | Los cúters de la clase UKBA 42m Seeker, Searcher, Vigilant y Valiant son operados por la Agencia de Fronteras del Reino Unido. |
| Honduras                      |  | 2013 | 2        | 4207 | La Armada Hondureña opera dos 4207 (FNH 1401 Lempira y FNH 1402 Morazan) desde 2013 |
| Jamaica                       |  | 2005 | 3        | 4207 | Los tres buques forman parte los OPV de la clase County, con los nombres HMJS Surrey, HMJS Cornwall y HMJS Middlesex. Fueron construidos en Países Bajos y el último buque, fue entregado en diciembre de 2006.                   |
| Barbados                      |  | 2007 | 3        | 4207 | Construidos para la guardia costera de Barbados. Los HMBS Leonard C Banfield y HMBS Rudyard Lewis fueron entregados en 2008. El HMBS Trident lo fue en 2009.                                                                      |
| Albania                       |  | 2007 | 4        | 4207 | Los Iliria, Oriku, Lisus y Butrinti son operados por la fuerza naval de Albania. |
| Sudáfrica                     |  | 2004 | 3        | 4708 | los buques de patrulla costera y ambiental de la clase Lillian Ngoyi: Lillian Ngoyi, Ruth First y Victoria Mxenge son operados por el departamento de agricultura, bosques y pesca.                                               |
| Antillas Neerlandesas y Aruba |  | 1998 | 3        | 4100 | Jaguar, Panter y Poema operadas por la guardia costera de las Antillas Neerlandesas y Aruba. |
| Vietnam                       |  | 2004 | 3        | 4100 | SAR-411, SAR-412 y SAR-413 empleados por la guardia costera de Vietnam y el servicio de búsqueda y rescate. |
| Canadá                        |  | 2009 | 9        | 4207 | En 2009 El Departamento de pesca y océanos anunció la adquisición de 9 buques para la Guardia Costera Canadiense. The Hero-class patrol vessels began entering service in 2011.                                                   |
| México                        |  | 2012 | 10       | 4207 | La Armada de México tiene 6 operando, una en construcción y tres recientemente solicitadas, los primeros dos buques fueron construidos en los astilleros ASTIMAR 1 de Tampico. Con este último pedido sumarán 10 buques en total. |
| México                        |  | 2014 | 1        | 5009 | La Armada de México construye un FCS 5009 para aprovisionamiento insular, en el astillero N° 6 de Guaymas, Sonora. |
| Estados Unidos                |  | 2012 |          | 4708 | La Guardia Costera de los Estados Unidos ha propuesto la adquisición de entre 24-34 cúters de la clase Sentinel. |
| Bulgaria                      |  | 2010 | 1        | 4207 | La policía de fronteras de Bulgaria, aceptó la entrega del Obzor el 16 de julio de 2010. |
| Venezuela                     |  | 2014 | 6        | 4207 | La armada Bolivariana de Venezuela, encargó 6 buques, junto a otros del tipo 5007 en marzo de 2014. Serán construidos en los astilleros UCOCAR con asistencia de DAMEX Shipbuilding & Engineering, Cuba.                          |
| Venezuela                     |  | 2014 | 6        | 5009 | La armada Bolivariana de Venezuela, encargó 6 buques, junto a otros otro del tipo 4207 en marzo de 2014. Serán construidos en los astilleros UCOCAR con asistencia de DAMEX Shipbuilding & Engineering, Cuba.                     |
| Bahamas                       |  | 2013 | 4        | 4207 | Las reales fuerzas de defensa de Bahamas, pidieron 4 unidades en abril de 2013. |
| Catar                         |  | 2014 | 6        | 5009 | Las fuerzas de defensa de Catar solicitaron 6 buques el 31 de marzo de 2014. Los buques serán construidos por los astilleros Nakilat Damen                                                                                        |
| Ecuador                       |  | 2015 | 2        | 5009 | Ecuador encargó 2 buques 5009 para operar junto a 6 buques 2606, los buques son construidos en Astinave . |
| Italia                        |  | 2013 | 2        | 5509 | El servicio naval de la Guardia di Finanza pidió 2 buques 5509, una versión modificada del 5009 |
| Nicaragua                     |  | 2019 | 2        | 4207 | № 409 "Soberania I", № 411 "Soberania II" |